# Торрінгтон (Коннектикут)
То́ррінгтон (англ. Torrington) — місто (англ. city) в США, в окрузі Лічфілд на північному заході штату Коннектикут. Населення — 35 515 осіб (2020).

## Географія
Торрінгтон розташований за координатами 41°50′3″ пн. ш. 73°7′53″ зх. д. / 41.83417° пн. ш. 73.13139° зх. д. (41.834255, -73.131520). За даними Бюро перепису населення США в 2010 році місто мало площу 104,42 км², з яких 102,96 км² — суходіл та 1,46 км² — водойми.

## Демографія
Згідно з переписом 2010 року, у місті мешкали 36 383 особи в 15 243 домогосподарствах у складі 9280 родин. Густота населення становила 348 осіб/км². Було 16761 помешкання (161/км²).
Расовий склад населення:
| - 88,7 % — білих - 2,7 % — чорних або афроамериканців - 2,2 % — азіатів - 0,2 % — корінних американців - 3,7 % — осіб інших рас |

До двох чи більше рас належало 2,5 %. Частка іспаномовних становила 8,8 % від усіх жителів.
За віковим діапазоном населення розподілялося таким чином: 21,1 % — особи молодші 18 років, 62,8 % — особи у віці 18—64 років, 16,1 % — особи у віці 65 років та старші. Медіана віку мешканця становила 42,4 року. На 100 осіб жіночої статі у місті припадало 96,0 чоловіків; на 100 жінок у віці від 18 років та старших — 92,4 чоловіків також старших 18 років.
Середній дохід на одне домашнє господарство становив 67 701 долар США (медіана — 56 264), а середній дохід на одну сім'ю — 83 165 доларів (медіана — 73 533). Медіана доходів становила 52 301 долар для чоловіків та 41 005 доларів для жінок. За межею бідності перебувало 10,7 % осіб, у тому числі 14,2 % дітей у віці до 18 років та 8,3 % осіб у віці 65 років та старших.
Цивільне працевлаштоване населення становило 17 983 особи. Основні галузі зайнятості: освіта, охорона здоров'я та соціальна допомога — 25,2 %, роздрібна торгівля — 15,2 %, виробництво — 14,7 %.